# Ochodaeus pocadioides
Ochodaeus pocadioides là một loài bọ cánh cứng trong họ Ochodaeidae. Loài này được Motschulsky miêu tả khoa học đầu tiên năm 1859.